# Edat glacial
|  | Aquest article tracta sobre els períodes en els quals se subdivideixen les èpoques glacials. Per a una explicació més global, vegeu Època glacial. |

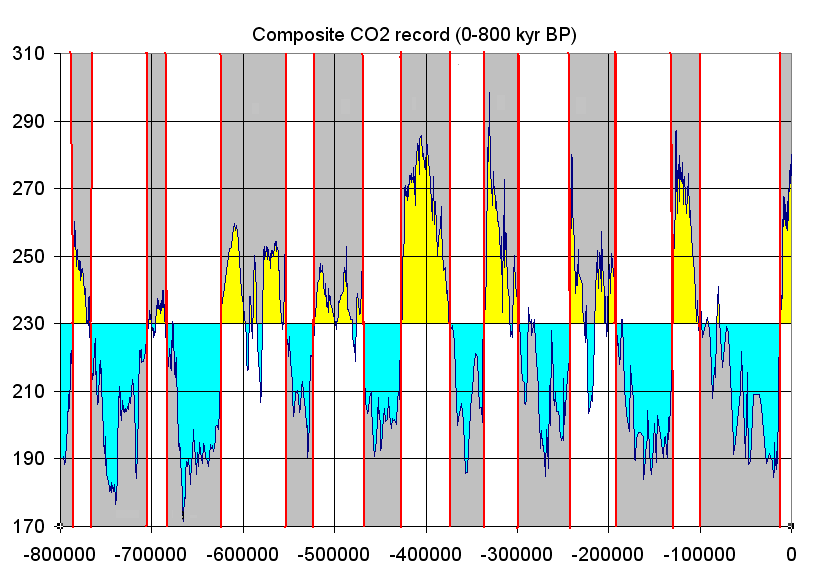
Cicles dels períodes glacials i interglacials representats pel CO₂, mesurat en mostres de gel.

Les edats de gel o glaciacions són períodes gelògics de la Terra durant els quals el glaç polar va envair la superfície dels continents.
Aquests períodes glacials s'han presentat des del Precambrià, on hi hagué la glaciació huroniana, ara fa entre 2.400 i 2.100 milions d'anys fins a la darrera glaciació de Würm al Plistocè ara fa uns 75.000 anys.
El refredament produït en la Terra, originat a partir d'estius frescos i hiverns rigorosos, va fer que la neu acumulada durant l'hivern no s'acabés de fondre a l'estiu. L'absorció de calor de la superfície terrestre era menor i, any rere any, augmentava la superfície de la capa de gel. Aquest fenomen produeix el descens del nivell del mar.
Durant les èpoques glacials la precipitació (neu) superava la fusió estival i el gel s'acumulanva en els casquets polars i a les muntanyes. En aquestes condicions el volum d'aigua en forma de gel, atrapada als casquets polars, provocava la baixada del nivell del mar fins a arribar a desenes o al centenar de metres per dessota del nivell actual. Amb això els rius s'encaixaven profundament en el relleu i abocaven graves i arenes al mar formant ventalls costaners i deltes.

## Causes

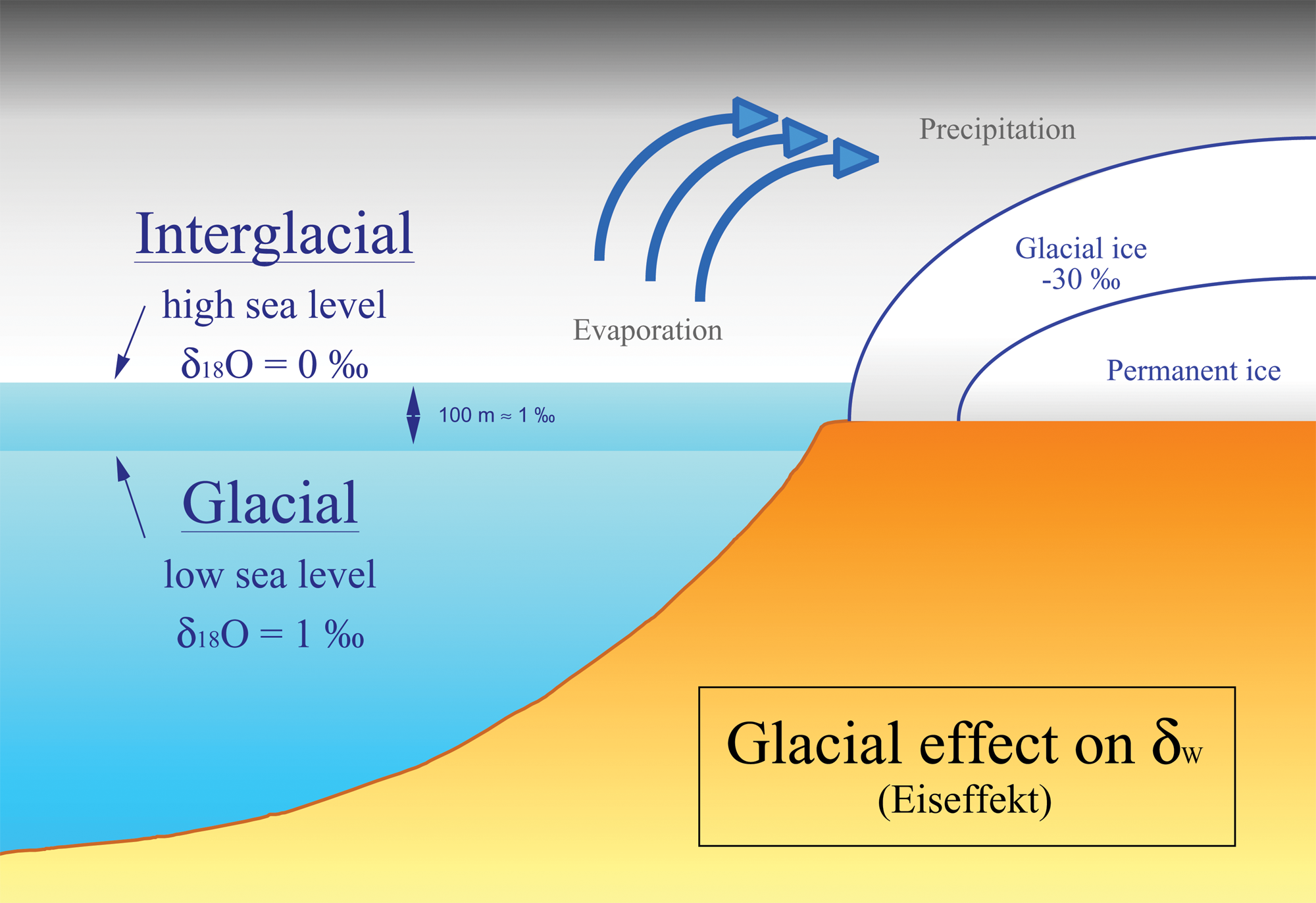
Efecte glacial (segons Shackleton): la proporció d'isòtops estables d'oxigen 16O i 18O als oceans es modifica per l'acumulació de capes de gel als continents durant els períodes glacials a causa de l'evaporació fraccionada i la precipitació en les latituds altes. Es produeix un canvi del nivell del mar d'uns 100 m entre glacials i interglacials.

Les glaciacions ocòrren per la simultaneïtat de diversos factors com són: Les variacions orbitals de la Terra (cicles de la teoria de Milanković), l'atmosfera i la deriva continental.
Canvis en l'òrbita de la Terra. El canvi orbital (de circular a més el·líptica), es coneix com a excentricitat i triga uns 100.000 anys en passar d'una òrbita gairebé circular a el·líptica i retornar després de nou a l'òrbita més circular. Quan l'òrbita és més el·líptica, la distància respecte del Sol és major.
Canvis en la inclinació de l'eix de la Terra, fenomen conegut com a obliqüitat, que canvia entre 22,1° i 24,5° cada 41.000 anys. L'eix de la Terra està inclinat actualment 23,5°. Quan la inclinació és menor, els hiverns no són temperats i els estius no són tan càlids. L'aire càlid conté més vapor d'aigua i això fa que hi hagi més precipitació (neu) durant l'hivern. En no fondre's la neu s'accentua la formació de glaceres.
Canvis en l'eix de rotació la Terra. La Terra gira totalment cada 24 hores al voltant del seu eix. Aproximadament cada 23.000 anys, l'eix també descriu un cercle complet o precessió, fent que la Terra oscil·li i s'acosti més a prop del Sol al mes de juliol per comptes del mes gener i s'intensifiquen les temperatures d'estiu a l'hemisferi nord. Atès que l'hemisferi nord té més masses continentals a les latituds més altes, s'hi poden formar més capes de gel.
Aquests canvis cíclics, actuant conjuntament, afecten la quantitat de radiació solar que arriba a la Terra en diferents latituds i estacions.

## Efectes

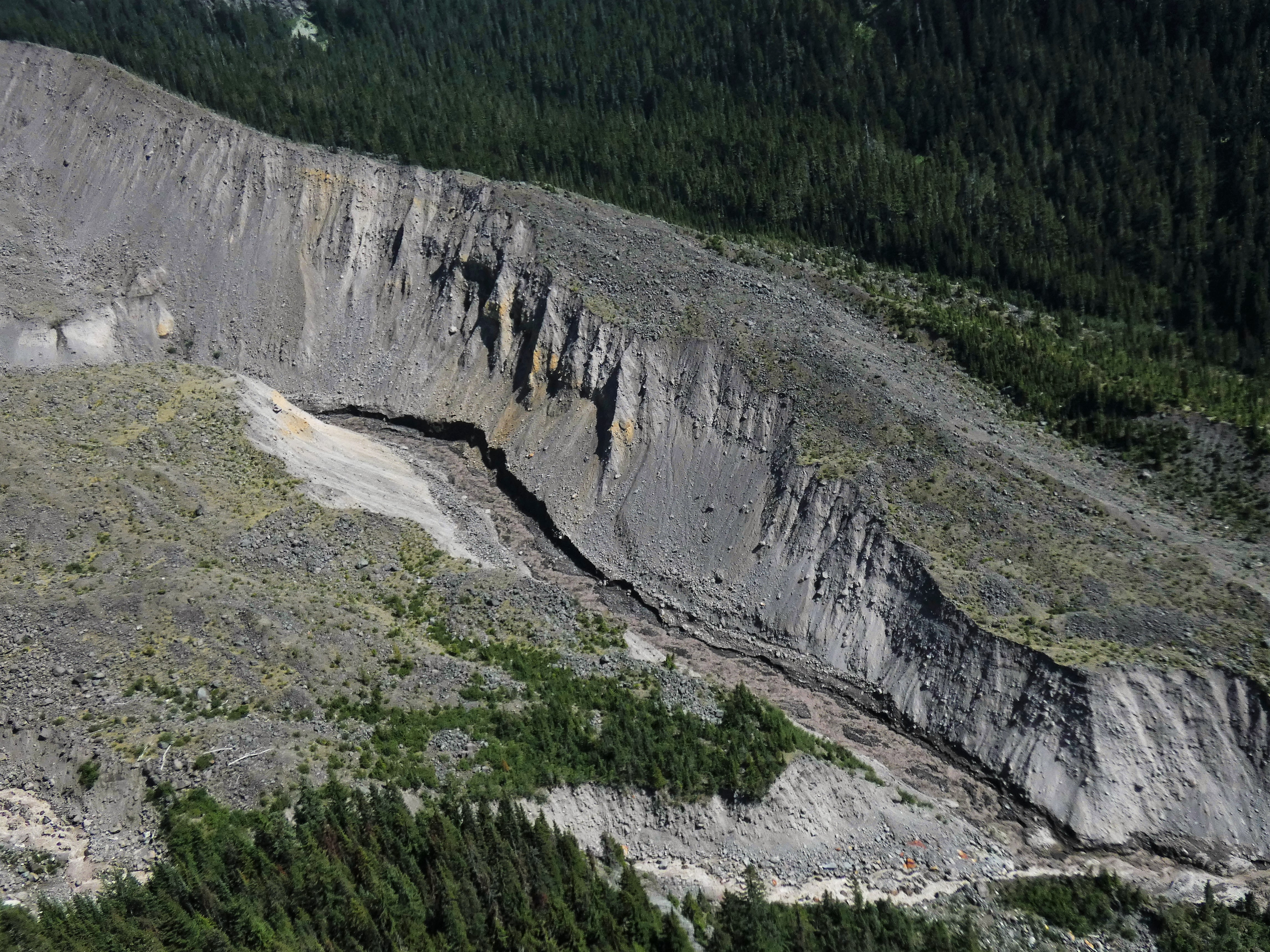
Dipòsits de morenes de l'edat de gel. Vista de la capçalera hidrogràfica a Tahoma Creek

Durant les glaciacions les capes de gel s'estenen des de cadascun dels pols. Les glaceres de muntanya o alpines s'estenen per zones més baixes i en totes les latituds, els nivells dels mars descendeixen per causa de les grans quantitats d'aigua acumulada als casquets polars. Les glaciacions també influeixen en els corrents oceànics produint variacions o interrupcions.

## Glaciacions
Els períodes glacials més antics que s'han pogut estudiar es van produir fa uns dos mil milions d’anys quan hi hagué la glaciació huroniana. Al Canadà, Noruega i Suècia s'han trobat els dipòsits glacials (til·lites) en les roques d'edat precambriana.
Durant el Silúric, després de l'orogènia caledoniana es va iniciar un altre període glacial i durant el Permià i després de l'orogènia herciniana o varisca també hi va haver un període glacial important i bona part d'Àfrica va quedar coberta pel gel. Igualment a l'oest d’Austràlia i de Tasmània, a l’Índia i altres llocs s'han trobat empremptes del glaç en les roques i dipòsits glacials d'aquesta època geològica.
Durant les glaciacions del Plistocè (Günz, Mindel, Riss i Würm), el gel va cobrir gairebé les Illes Britàniques va arribar nfins el sud d'Alemanya, Varsòvia i Kíiv. A la península Ibèrica es van formar grans glaceres als Pirineus, a la serralada Cantàbrica i al Sistema Central allargant-se cap al sud fins a Sierra Nevada. A Catalunya s'han trobat també dipòsits glacials al Massís del Montseny. A Amèrica les glaciacions del Plistocè van afectar totalment el Canadà i gran part del nord-est dels EUA.

### Glaciacions del Plistocè
A Europa s'han observat quatre glaciacions que s'ha denominat amb el nom de quatre rius dels Alps:
- Günz (Glaciació de Günz o Nebraska, I Glaciació),
- Mindel (Glaciació de Mindel Glaciació de Mindel, Kansas o II Glaciació),
- Riss (Glaciació de Riss, Illinois o III Glaciació);
- Würm (Würm I, Wisconsin o IV Glaciació i Würm II).

Val a dir com a regla mnemotècnica que l'ordre alfabètic correspon al cronològic de més antic a més modern.

## Períodes interglacials
Els interglacials (inclòs el període actual (Holocè), són períodes càlids, on hi ha poca extensió del gel marí i terrestre i un nivell elevat de mars i oceans. Tenit en compte el nivell alt de la mar s'identifiquem onze interglacials en els darrers 800.000 anys.

### Períodes interglacials recents
- Holocè (actualitat)
- Riss-Würm
- Mindel-Riss
- Günz-Mindel

Aquests períodes interglacials han estat datats en base als sediments marins de l'últim mig milió d'anys i només dos d'aquests en terra ferma. Hi ha un problema en la diferent comprensió i identificació de glacials i interglacials en els registres geològics terrestres i marins. Per tal d'alinear les etapes terrestres amb les subdivisions oceàniques, S'ha proposat un període compost per més d'un cicle glacial: el Supercicle Saalià. Bona part d'aquest supercicle corresponen al gran període interglacial de Mindel-Riss.